# 叙藏
叙藏（法語：Suzan，法語發音：[syzɑ̃]）是法国阿列日省的一个市镇，位于该省中部，属于富瓦区。叙藏四周均被塞鲁堡包围，是法国唯一一个没有官方划定边界的市镇。

## 地理
叙藏（43°1'30"N, 1°26'9"E）面积3.05 平方千米，位于法国奧克西塔尼大區阿列日省，该省份为法国西南部内陆省份，西部和北部与上加龙省接壤，东临奥德省，东南至东比利牛斯省接壤，南与安道尔和西班牙接壤。
与叙藏接壤的市镇（或旧市镇、城区）包括：塞鲁堡。
叙藏的时区为UTC+01:00、UTC+02:00（夏令时）。

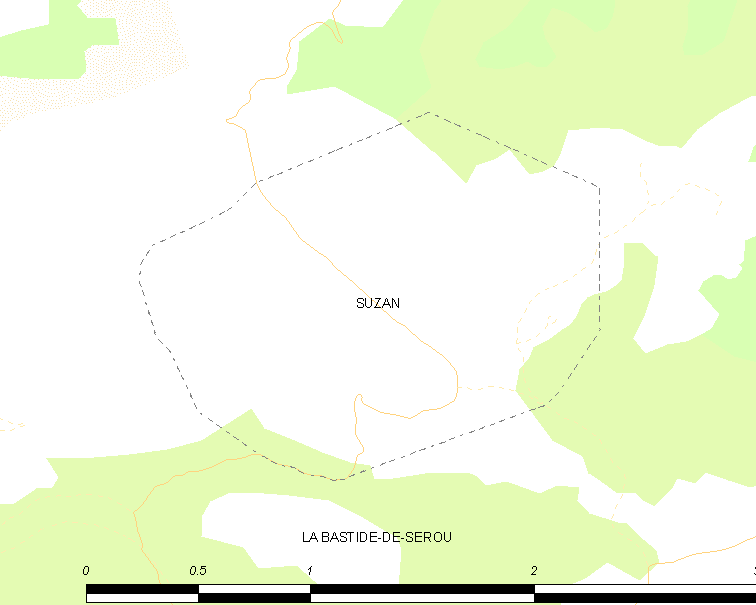
叙藏的OSM定位图

## 行政
叙藏的邮政编码为09240，INSEE市镇编码为09304。

## 政治
叙藏所属的省级选区为库斯朗东县。

## 人口

1962-2008年间叙藏人口变化图示

叙藏于2022年1月1日时的人口数量为24人。